# Wonderland (álbum de Steve Aoki)
Wonderland es el título del álbum debut del DJ y productor estadounidense Steve Aoki. Fue lanzado el 10 de enero de 2012 por el sello discográfico de Aoki, Dim Mak Records, y por Ultra Records. Posteriormente, se lanzó una versión remixada del  álbum, el 10 de julio de 2012.

## Lista de canciones

### Lista de canciones
| Wonderland |                                                                                               |          |  |
| N.º        | Título                                                                                        | Duración |  |
| 1.         | «Earthquakey People» (con Rivers Cuomo)                                                       | 3:36     |  |
| 2.         | «Ladi Dadi» (con Wynter Gordon)                                                               | 4:45     |  |
| 3.         | «Dangerous» (con Zuper Blahq)                                                                 | 3:41     |  |
| 4.         | «Come with Me (Deadmeat)» (con Polina)                                                        | 4:17     |  |
| 5.         | «Emergency» (con Lil Jon & Chiddy Bang)                                                       | 3:37     |  |
| 6.         | «Livin' My Love» (con LMFAO & NERVO)                                                          | 3:08     |  |
| 7.         | «Control Freak» (con Blaqstarr & My Name Is Kay)                                              | 3:37     |  |
| 8.         | «Steve Jobs» (con Angger Dimas)                                                               | 6:15     |  |
| 9.         | «Heartbreaker» (con Lovefoxxx)                                                                | 4:11     |  |
| 10.        | «Cudi the Kid» (con Kid Cudi & Travis Barker)                                                 | 4:46     |  |
| 11.        | «Ooh» (con Rob Roy)                                                                           | 4:46     |  |
| 12.        | «The Kids Will Have Their Say» (con Sick Boy junto a miembros de The Exploited y Die Kreuzen) | 3:14     |  |
| 13.        | «Earthquakey People (The Sequel)» (con Rivers Cuomo)                                          | 6:07     |  |
| 55:25      |                                                                                               |          |  |

| iTunes Bonus Tracks |                                                         |          |  |
| N.º                 | Título                                                  | Duración |  |
| 14.                 | «Turbulence» (Radio Edit) (con Laidback Luke & Lil Jon) | 3:48     |  |
| 15.                 | «No Beef» (Original Mix) (con Afrojack & Miss Palmer)   | 6:01     |  |
| 16.                 | «Misfits» (con Travis Barker)                           | 4:20     |  |

### Wonderland Remixed
| N.º | Título                                                                       | Duración |  |
| 1.  | «Earthquakey People (con Rivers Cuomo)» (Alvin Risk Remix)                   | 3:39     |  |
| 2.  | «Ladi Dadi (con Wynter Gordon)» (Tommy Trash Remix)                          | 5:14     |  |
| 3.  | «Heartbreaker (con Lovefoxxx)» (metalmouse Remix)                            | 4:39     |  |
| 4.  | «Come with Me (Deadmeat) (con Polina)» (Jidax Remix)                         | 5:58     |  |
| 5.  | «Emergency (con Lil Jon & Chiddy Bang)» (Laidback Luke Remix)                | 5:21     |  |
| 6.  | «Cudi the Kid (con Kid Cudi & Travis Barker)» (Lucky Date VIP Drumstep Edit) | 3:49     |  |
| 7.  | «Control Freak (con Blaqstarr & Kay)» (Dillon Francis Remix)                 | 3:55     |  |
| 8.  | «Steve Jobs (con Angger Dimas)» (Moguai Remix)                               | 6:18     |  |
| 9.  | «Heartbreaker (con Lovefoxxx)» (James Frew Remix)                            | 5:23     |  |
| 10. | «Cudi the Kid (con Kid Cudi & Travis Barker)» (Third Party Remix)            | 5:08     |  |
| 11. | «Ooh (con Rob Roy)» (Mustard Pimp Remix)                                     | 5:40     |  |
| 12. | «The Kids Will Have Their Say (con Sick Boy)» (Bassnectar Remix)             | 4:06     |  |
| 13. | «Emergency (con Lil Jon & Chiddy Bang)» (Clockwork Remix)                    | 5:28     |  |
| 14. | «Ladi Dadi (con Wynter Gordon)» (Part II)                                    | 4:45     |  |
| 15. | «Beat Down (con Angger Dimas & Iggy Azalea)» (Bonus Track)                   | 4:04     |  |

## Historial de lanzamientos
| Región          | Fecha               | Formato                    |
| --------------- | ------------------- | -------------------------- |
| Edición mundial | 10 de enero de 2012 | Descarga digital           |
| Estados Unidos  | 17 de enero de 2012 | CD                         |
| Reino Unido     | 17 de enero de 2012 | CD                         |
| Estados Unidos  | 10 de julio de 2012 | Descarga digital (Remixes) |